# Felipe Macero
Felipe Macero (Valencia, Venezuela. 1777 – 23 de mayo de 1865) fue un militar venezolano de la guerra de independencia y las guerras civiles. Lucho al lado de Bolívar estuvo al frente del batallón Aragua y peleó en la primera y segunda batalla de Carabobo y en 1822 fue herido en el sitio de Puerto Cabello. 

## Vida
Nació en Valencia en 1777. En 1810 se unió al batallón Aragua y estuvo con Francisco de Miranda en la supresión de la rebelión de Valencia en 1811. Fue herido en el asedio de Puerto Cabello de 1813 y conquistó Ocumare del Tuy, estuvo en la emigración a Oriente en 1814 hasta exiliarse en las Antillas. Se unió a las guerrillas de Juan Bautista Arismendi en el Orinoco, gobernó las misiones de Caruache y destacó en Las Queseras del Medio de 1819. Participó de la campaña de Centro en 1820 como jefe de Estado Mayor del general José Francisco Bermúdez y de la batalla de Carabobo en 1821.
En mayo de 1824 Felipe Macero en su posición de comandante general de los valles del Tuy, informa de un enfrentamiento suyo con enfrenta a la guerrilla realista de José Dionisio Cisneros, logrando capturar 55 guerrilleros mientras 45 resultaron muertos. Cisneros logró escapar. Durante La Cosiata fue jefe militar de Caracas con grado de coronel, pero a fines de agosto de 1826 se pronuncia contra José Antonio Páez y marcha con el batallón Apure a Barcelona. Sin embargo se une a Páez en la guerra civil venezolana de 1848 en contra de la dictadura de José Tadeo Monagas, durante la cual es derrotado por Juan Antonio Sotillo. Muere el 23 de mayo de 1865, después de alcanzar el grado de general.